# 普罗旺斯路
普罗旺斯路（Rue de Provence）是巴黎第八区和第九区的一条街道，始于蒙马特市郊路（rue du Faubourg-Montmartre），止于罗马路（Rue de Rome）。只有哈佛路（rue du Havre）以西的一小段属于巴黎第八区。
1770年12月，银行家让约瑟夫拉博德（Jean-Joseph de Laborde）获得土地专营权。 
该路得名于路易十六的兄弟普罗旺斯伯爵路易·斯坦尼斯瓦夫·塞维尔（Louis-Stanislas-Xavier），即后来的法国国王路易十八。